# Волковский, Богдан
Бо́гдан Волко́вски (пол. Bogdan Wołkowski; род. 1957, Явожно) — польский игрок в снукер, пул и артистический бильярд. Участник турнира Мировой серии снукера 2008 года.

## Достижения
- Трёхкратный чемпион Польши по артистическому бильярду
- Трёхкратный чемпион World Master Trick Shot
- Чемпион Словакии по артистическому пулу — 1997
- World Pool Trick Shot чемпион — 1998, 1999 (титул поделен с Майком Мэсси), 2000
- Чемпионат мира по артистическому снукеру победитель — 1999, 2000, 2001, 2002, 2003, 2004
- Чемпионат мира по артистическому пулу победитель (в категориях «Прыжок» и «Массэ») — 2000
- Чемпионат мира по артистическому пулу пятое место (по всем категориям) — 2000
- Чемпионат мира по артистическому пулу победитель (в категории «Прыжок») — 2001
- Чемпионат мира по артистическому пулу 7-е место (по всем категориям) — 2001
- Чемпионат Европы по артистическому пулу 3-е место (по всем категориям) — 2001
- Чемпионат мира по артистическому пулу 7-е место (по всем категориям) — 2002
- Чемпионат Европы по артистическому пулу победитель (по всем категориям) — 2002
- Чемпионат мира по артистическому пулу 8-е место (по всем категориям) — 2003